# 943
Cette page concerne l'année 943  du calendrier julien. Pour l'année 943 av. J.-C., voir 943 av. J.-C.
L'année 943 est une année commune qui commence un dimanche.

## Événements
- 15 mai : l'Émir des émirs hamdanide Hasan Nasir al Dawla est chassé de Bagdad par une révolte de la garde turque, selon le voyageur Ibn Hawqal qui quitte la ville le même jour[1]. Le Turc Tuzun est nommé Émir des émirs par le calife abbasside Al-Muttaqi ; ce dernier se réfugie auprès des Hamdanides à Mossoul devant les abus de pouvoir de son ministre, puis à Ar-Raqqa[2].

- Le calife fatimide collecte des impôts abusifs qui provoquent la révolte des Berbères kharidjites de l’Aurès (dans l'actuelle Algérie) dirigée par Abu Yazid, à laquelle se joint Kairouan (fin en 947). À la tête de 100 000 hommes Abu Yazid met en péril le pouvoir des premiers Fatimides (al-Qaimm et al-Mansur). Il prend successivement Tunis et Kairouan. Les Fatimides sont repoussés jusqu’à la mer, à Mahdia, qui est assiégée (décembre 944). Abu Yazid met le siège devant la ville dont il affame la population, se montrant impitoyable. Mais les Fatimides sont ravitaillés au dernier moment par un chef Sanhadja, Ziri ibn Menad. Abu Yazid est finalement vaincu en 946[3].
- Destruction de Cyzique par un tremblement de terre[4].
- Campagne de Jean Kourkouas en Mésopotamie contre l’émir d’Alep et de Mossoul, Saîf al-Dawla. Prise de Daras, Amida et Nisibe. Siège d’Édesse[5]. Jean Kourkouas ramène triomphalement le mandylion, image du Christ, remise par la ville à Constantinople le 15 août 944[6].

- Raids Rus' au Tabaristan et en Adharbaydjan. Les Rus' mènent une campagne victorieuse dans les provinces transcaspiennes de la Perse. Ils auraient pénétré dans la Koura, une rivière qui passe au sud de Bakou, et auraient atteint la ville de Berda, mais les musulmans les auraient repoussés et la dysenterie se serait mise dans leurs rangs[7].

### Europe
- Fin 942 ou début 943 : le jeune roi de Bourgogne Conrad le Pacifique est rétabli dans ses Etats par le roi Otton Ier de Germanie[8] ; le 18 mars, Conrad émet un diplôme dans lequel il confirme à son chapelain Ermenthée la possession de la chapelle de Saint-Genès, sous les murs de la ville de Vienne[9], puis réunit le 27 juin de la même année un plaid dans le comté de Vienne au cours duquel il reçoit l’allégeance de Charles-Constantin de Vienne qui est condamné à restituer à l'abbaye de Cluny des biens qu'il lui retenait injustement[10].

- 23 février : mort d’Herbert II de Vermandois[11]. Sa principauté est partagée entre ses fils.
  - Artaud de Reims sort de l'abbaye de Saint-Basle et se rend auprès du roi Louis d'Outre-Mer qui lui promet de lui rendre l'archevêché de Reims. Artaud et ses frères prennent Omont-en-Porcien, puis Louis IV se joint à eux pour attaquer Mouzon. Ils sont repoussés par les fidèles de l'archevêque Hugues de Reims[12].
- Printemps : 
  - Hugues le Grand, en lutte contre les Normands restés païens, s'empare d'Évreux[12]. Turmod, chrétien qui était retourné au paganisme, tente de convertir le jeune duc de Normandie Richard avec l'aide du Viking Setric. Louis d'Outre-Mer vainc Turmod et Setric qui sont tués. Il prend Richard auprès de lui et laisse la garde de Rouen à Herluin de Montreuil avant de repartir pour Compiègne[13].
  - À Compiègne, Hugues le Grand réconcilie Louis avec les fils d’Herbert II de Vermandois et Arnoul de Flandre ; il lui cède Évreux, obtient la confirmation du titre de duc des Francs et la concession de toute la Bourgogne[14]. Le roi tombe malade durant l'été[12].
- Avril : raids hongrois dans l’Empire byzantin (943-944). Premier traité entre les Byzantins et les Hongrois[15].

- Le duc Berthold de Bavière arrête une incursion des Hongrois près de Wels[16].
- Abdication de Constantin II d'Écosse au profit de Malcolm Ier (peut-être 942)[17].
- Conversion au christianisme du roi norvégien d’Irlande Óláfr Kvaran[18]. Un de ses fils épousera la fille du roi irlandais Brian Boru.
- Diète de Stella, près d'Essen, en Westphalie ; elle institue par le jugement de Dieu les droits de représentation et de primogéniture dans la succession en Allemagne[19].
- Décret de conversion obligatoire des Juifs dans l'Empire byzantin. Exode des Juifs byzantins vers la Khazarie puis la Russie kiévienne[20].
- Dunstan est nommé abbé de Glastonbury[21]. Il entreprend la réforme du clergé anglo-saxon[22].